# Saint-Maurice (Val-de-Marne)
Saint-Maurice is een gemeente in het Franse departement Val-de-Marne (regio Île-de-France) en telt 14.586 inwoners (2011). De plaats maakt deel uit van het arrondissement Créteil.
De gemeente heette oorspronkelijk Charenton-Saint-Maurice. In 1842 werd de naam ingekort tot Saint-Maurice. In 1929 verloor de gemeente de helft van haar grondgebied, doordat het Bois de Vincennes bij Parijs werd gevoegd.

## Geografie
De oppervlakte van Saint-Maurice bedraagt 1,4 km², de bevolkingsdichtheid is 10.000 inwoners per km².
De onderstaande kaart toont de ligging van Saint-Maurice (Val-de-Marne) met de belangrijkste infrastructuur en aangrenzende gemeenten.

## Demografie
Onderstaande figuur toont het verloop van het inwonertal (bron: INSEE-tellingen).

## Bekende inwoners
De schilder Eugène Delacroix (1798-1863), de belangrijkste Franse schilder van de romantiek, werd in Charenton-Saint-Maurice geboren.
Te Charenton-Saint-Maurice bevond zich het Maison royale de Charenton, een asile d’aliénés oftewel gekkenhuis. Markies de Sade werd hier van 1802 tot zijn dood in 1814 gevangen gehouden. 
Andere bekende personen die hier verbleven, waren:
- Jean Henri Latude, die bekend werd door zijn ontsnappingen uit de Bastille
- de Franse etser Charles Meryon
- de Belgische componist Jérôme-Joseph de Momigny
- de karikaturist André Gill.

## Geboren
- Eugène Delacroix (1798-1863), schilder
- Yves Niaré (1977-2012), atleet
- Hassan Yebda (1984), Algerijns voetballer
- Nouha Dicko (1992), voetballer
- Evan Fournier (1992), basketballer
- Adrien Rabiot (1995), voetballer
- Arnaud Gauthier-Rat (1996), beachvolleyballer
- David Sambissa (1996), voetballer
- Leny Yoro (2005), voetballer

## Overleden
- François Devienne (1759-1803), componist, fluitist en fagottist
- Charles Meryon (1821-1868), etser, schilder en tekenaar
- Maurice Chevit (1923-2012), acteur